# Мехмед Селим паша Енесте Хасеки
Мехмед Селим паша Енесте Хасеки (на турски: Mehmed Selim Paşa, Eneste/Haseki) е османски офицер и чиновник.

## Биография
От март до декември 1841 г. е валия на Сидонския еялет. От май 1842 до февруари 1843 година е валия на Марашкия санджак на Дулкадирския еялет. От август 1845 до март 1848 година е валия на Скопие. В 1848 - 1849 е валия на Кастамону, в 1850 - 1851 година е шехризорски валия в Киркук, а в 1851 - 1852 - валия в Кония. От март до август 1852 година командва Анадолската армия, а от август 1852 до май 1853 г. - Първа армия. През декември 1853 година в началото на Кримската война е командир на Батумската армия. Отново командва Първа армия в януари – юли 1854, май 1855 – декември 1856, август – октомври 1857 и юни – септември 1861 година. От януари 1862 до януари 1864 година отново е валия в Кония, а от януари 1866 до април 1868 г. командва Четвърта армия.
Умира в 1872 година.